# 帕特里克·鲁斯特
帕特里克·鲁斯特（荷蘭語：Patrick Roest，荷蘭語發音：[ˈpɛtrɪk rust]，1995年12月7日—）来自南荷兰省莱克凯尔克，是一名荷兰男子速度滑冰运动员。他在以速度滑冰作为自己主项的同时也有参加过国内的马拉松速度滑冰比赛以及国际的競速輪滑比赛。帕特里克的姐姐Natasja Roest同样也是一名速度滑冰国家队选手，她和帕特里克一样也有参加競速輪滑的比赛。